# Skidskytte vid olympiska vinterspelen 1968
Resultat från tävlingarna i Skidskytte vid olympiska vinterspelen 1968 i Grenoble, Frankrike.

## Herrar

### 20 kilometer
| Placering | Skidskytt                           | Tid       | Tappad tid | Tillagd tid |
| --------- | ----------------------------------- | --------- | ---------- | ----------- |
| Guld      | Magnar Solberg (Norge)              | 1:13:45.9 | 0          | 1:13:45.9   |
| Silver    | Aleksandr Tichonov (Sovjetunionen)  | 1:12:40.4 | 2          | 1:14:40.4   |
| Brons     | Vladimir Gundartsev (Sovjetunionen) | 1:16:27.4 | 2          | 1:18:27.4   |

För första gången i olympiska vinterspelens skidskytte gav varje bom 1-minutsstraff.

### 4 x 7,5 kilometer stafett
Detta var första gången som stafett i skidskytte var med vid olympiska vinterspelen.
| Medalj | Lag                                                                                      | Tid       | Bommar |
| ------ | ---------------------------------------------------------------------------------------- | --------- | ------ |
| Guld   | Sovjetunionen (Aleksandr Tichonov, Nikolaj Puzanov, Viktor Mamatov, Vladimir Gundartsev) | 2:13:02.4 | 2      |
| Silver | Norge (Ola Wærhaug, Olav Jordet, Magnar Solberg, Jon Istad)                              | 2:14:50.2 | 5      |
| Brons  | Sverige (Lars-Göran Arwidson, Tore Eriksson, Olle Petrusson, Holmfrid Olsson)            | 2:17:26.3 | 0      |